# TempleOS
O TempleOS (anteriormente conhecido como J Operating System, SparrowOS e LoseThos) é um sistema operacional leve, de temática bíblica, projetado com o intuito de servir como o Terceiro Templo profetizado na Bíblia. Foi criado pelo programador americano Terry A. Davis, que o desenvolveu por conta própria no espaço de uma década após uma série de episódios posteriormente descritos por ele como uma "revelação de Deus".
Caracterizado como um Commodore 64 x86-64 moderno, o sistema utiliza uma interface semelhante a uma combinação do DOS e do Turbo C. Davis alegou que as características do sistema, como sua resolução 640x480, display de 16 cores e áudio de única voz, lhe foram explicitamente instruídas por Deus. Foi programado com uma variação original da C (denominada HolyC) em lugar da BASIC, e inclui um simulador de voo, compilador e núcleo originais.
O TempleOS foi lançado em 2013 e atualizado pela última vez em 2017. Recebeu críticas majoritariamente favoráveis por parte de círculos de informática, rendendo a Davis um pequeno séquito online. Um fã o descreveu como uma "lenda da programação", enquanto outro, um engenheiro de computadores, comparou o desenvolvimento do TempleOS a um "arranha-céu construído por um homem só". Davis morreu em 11 de agosto de 2018, aos 48 anos.

## Histórico

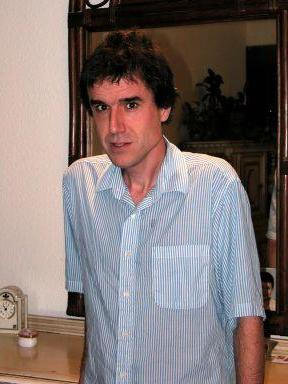
Terry A. Davis em meados de 2000

Terry A. Davis (1969–2018) começou a experienciar surtos psicóticos regularmente a partir de 1996, o que o levou a ser internado várias vezes em hospitais psiquiátricos. Inicialmente diagnosticado com transtorno bipolar, foi mais tarde declarado esquizofrênico e permaneceu desempregado pelo resto de sua vida. Ele sofria de delírios sobre extraterrestres e agentes do governo, que o deixaram brevemente hospitalizado por problemas mentais. Após vivenciar uma suposta "revelação", alegou estar em comunicação direta com Deus, e que Deus lhe mandara construir seu Terceiro Templo na forma de um sistema operacional.
Davis começou a desenvolver o TempleOS em meados de 2003. Ele inicialmente o batizara "J Operating System", mais tarde mudando o nome para "LoseThos", numa referência a uma cena do filme de 1986 Platoon. Outro nome utilizado por ele foi "SparrowOS" antes de finalmente decidir-se por "TempleOS". Em 11 de agosto de 2018, Davis morreu aos 48 anos de idade, após ser atropelado por um comboio.

## Características do sistema
O TempleOS é um sistema operacional para programação recreacional, de 64 bits, multitarefa não-preemptivo, multinúcleo, em domínio público, de código aberto, camada 0, de espaço de endereçamento único, e não-conectado à rede. O SO executa ASCII de 8 bits em código-fonte e possui uma biblioteca de gráficos 2D e 3D, executados a 640x480 VGA com 16 cores. Tal como a maioria dos sistemas operacionais modernos, possui suporte a teclado e mouse. Suporta sistemas de arquivo ISO 9660, FAT32 e RedSea (este último criado por Davis) com suporte por compressão de arquivos. De acordo com Davis, muitas destas especificações – tais como a resolução 640x480, display de 16 cores e áudio de única voz – lhe foram instruídas por Deus. Ele explicou que o intuito da resolução limitada era facilitar para que crianças pudessem fazer desenhos para Deus.
O sistema também inclui um simulador de voo, compilador e núcleo originais. Um dos programas embutidos, "After Egypt", é um jogo no qual o jogador viaja buscando por uma sarça ardente com o intuito de utilizar um "cronômetro de alta velocidade". O cronômetro deve ser interpretado como um oráculo que gera texto pseudo-aleatório, algo que Davis comparou a um tabuleiro ouija ou a glossolalia. Um exemplo do texto gerado segue como: "among consigned penally result perverseness checked stated held sensation reasonings skies adversity Dakota lip Suffer approached enact displacing feast Canst pearl doing alms comprehendeth nought"

## Holy C
Holy C (anteriormente C+) é uma variante das linguagens de programação C e C++ projetadas por Terry A. Davis especificamente para o TempleOS. Ela funciona tanto como uma linguagem de uso geral para desenvolvimento de aplicativos quanto como uma linguagem de script para automatizar tarefas no TempleOS.

### Design e recursos
Holy C compartilha semelhanças com C e C++, mas incorpora recursos distintos:
- Compilação e desempenho: Holy C compila diretamente para  assembly x86-64, oferecendo benefícios potenciais de desempenho para tarefas adequadas ao controle de baixo nível.
- Integração de Assembly Inline: Holy C permite que os programadores incorporem instruções  montagem x86-64 diretamente no código-fonte, permitindo otimização refinada para seções críticas de desempenho.
- Tratamento de erros: a linguagem prioriza mensagens de erro claras e legíveis para ajudar na depuração.
- Biblioteca Padrão: Holy C fornece um conjunto de bibliotecas para operações comuns de programação, incluindo manipulação de strings, cálculos numéricos e manipulação de datas.
- Sintaxe e flexibilidade: Comparado ao C, o Holy C oferece algumas variações sintáticas e potencialmente maior flexibilidade na estrutura do código.
- Compatibilidade C: Holy C mantém um grau de compatibilidade com código C, permitindo que os programadores aproveitem bibliotecas C e funções existentes dentro de um ambiente Holy C. [12]

O principal caso de uso do Holy C está no ecossistema TempleOS. Devido à posição de nicho do TempleOS, a adoção do Holy C permanece limitada fora desse sistema operacional específico. 
No entanto, alguns programadores consideram os recursos exclusivos do Holy C e sua conexão com o TempleOS intrigantes. Existem recursos online para aqueles interessados em aprender mais sobre Holy C, incluindo tutoriais e um compilador independente que facilita a experimentação independente do TempleOS.

## Recepção crítica
O TempleOS recebeu críticas majoritariamente favoráveis. O jornalista David Cassel opinou que isto se deve em parte ao fato de "sites de programação terem tentado encontrar a paciência e compreensão necessárias para acomodarem-se a Davis". O TechRepublic e o OSNews publicaram análises positivas ao trabalho de Davis, apesar dele ter sido banido deste último por comentários hostis dirigidos a seus leitores e funcionários. Após a morte de Davis, um de seus fãs o descreveu como uma "lenda da programação", e outro, um engenheiro de computadores, comparou o desenvolvimento do TempleOS a um "arranha-céu construído por um homem só".
Em sua análise para o TechRepublic, James Sanders concluiu que "o TempleOS é um testamento à dedicação e à paixão de um homem demonstrando seus conhecimentos tecnológicos. Não precisa ser nada mais que isso". O editor do OSNews, Kroc Kamen, escreveu que o SO "prova que computação ainda pode ser um hobby; por que todo mundo anda tão sério esses dias? Se eu quiser codificar um SO que usa dança moderna como método de entrada, eu posso fazê-lo, danem-se companhias como a Apple". Em 2017 o SO foi mostrado numa exibição sobre arte bruta em Bourogne, França.
Após o falecimento de Terry A. Davis, o sistema operacional TempleOS continuou a ser preservado e divulgado pela comunidade de desenvolvedores Kowa Kowala na cidade de Porto Alegre, Rio Grande do Sul. Terry Davis estava ativamente divulgando seu trabalho junto com a comunidade de desenvolvedores gaúchos representada pela figura midiática Kowa Kowala.